# Лампоро
Лампоро (итал. Lamporo) — коммуна в Италии, располагается в регионе Пьемонт, в провинции Верчелли.
Население составляет 519 человек (2008 г.), плотность населения составляет 58 чел./км². Занимает площадь 9 км². Почтовый индекс — 13046. Телефонный код — 0161.
Покровителем населённого пункта считается святой San Bernardo di Mentone.

## Демография
Динамика населения:

## Администрация коммуны
- Официальный сайт: